# Helene Madison
Helene Madison (Madison, Estats Units 1913 - Seattle 1970) fou una nedadora nord-americana, guanyadora de tres medalles olímpiques d'or.

## Biografia
Va néixer el 19 de juny de 1913 a la ciutat de Madison, població situada a l'estat de Wisconsin.
Va morir el 25 de novembre de 1970 a la seva residència de Seattle, població situada a l'estat de Washington, a conseqüència d'un càncer.

## Carrera esportiva
Va participar, als 19 anys, als Jocs Olímpics d'Estiu de 1932 realitzats a Los Angeles als Estats Units, on va guanyar la medalla d'or en les proves dels 100 metres lliures, on establí un nou rècord olímpic amb un temps d'1:06.8 minuts; dels 400 metres lliures, on establí un nou rècord del món amb un temps de 5:28.5 minuts; i en els relleus 4x100 metres lliures. L'equip nord-americà va establir un nou rècord del món amb un temps de 4:38.0 minuts i Madison va esdevenir la veritable reina dels Jocs Olímpics.
No pogué participar en els Jocs Olímpics d'estiu de 1936 realitzats a Berlín per l'Alemanya nazi a conseqüència de la seva professionalitat. Posteriorment es retirà de la competició activa i passà a ser entrenadora de natació i finalment infermera.